# John Fox Watson
John Fox Watson (Hamilton, 31 dicembre 1917 – Southend-on-Sea, 15 aprile 1976) è stato un calciatore scozzese, di ruolo difensore.

## Carriera
Inizia a giocare in patria con i semiprofessionisti del Douglas Water Thistle, per poi passare agli inglesi del Bury, con cui nella seconda parte della stagione 1938-1939 esordisce tra i professionisti disputando 6 partite in seconda divisione nell'ultimo campionato prima della pausa bellica, che si protrae fino al 1946: in questi anni rimane tesserato al Bury, giocando anche occasionalmente nei vari tornei bellici susseguitisi al posto dei tradizionali campionati.
Nell'estate del 1946 si trasferisce al Fulham, club di seconda divisione, con cui rimane per 2 stagioni in cui totalizza complessivamente 71 partite e 2 reti in categoria; nell'estate del 1948 si trasferisce in Spagna al Real Madrid: con i Blancos chiude la stagione 1948-1949 al terzo posto in classifica (a 3 punti dal Barcellona vincitore del campionato) e gioca una sola partita di campionato (una sconfitta per 3-1 sul campo del Celta Vigo); al termine della stagione fa ritorno in patria, accasandosi al Crystal Palace, club di terza divisione: rimane ai Glaziers per 2 stagioni, con un bilancio totale di 61 presenze ed una rete in partite di campionato. Chiude infine la carriera nel 1952, dopo aver giocato per una stagione con i semiprofessionisti del Canterbury City.